# Мангила
Мангила или Могила (грч. Άνω Περιβόλι, до 1926. грч. Μαγγέλα) је насељено место у општини Рупишта у периферији Западна Македонија, Грчка. Према попису из 2021. године било је 10 становника.
Према бугарском географу и историчару, Василу Канчову, у Мангили је 1900. године живело 250 Словена хришћана. Македонски историчар Тодор Симовски, 1998. године наводи да је Мангила словенско насеље.